# Фторид самария(II)
Фторид самария(II) — неорганическое соединение,
соль самария и плавиковой кислоты 
с формулой SmF2,
пурпурные кристаллы,
разлагается в воде.

## Получение
- Восстановление при нагревании фторида самария(III) с графитом или металлическим самарием [1]:

{\displaystyle {\mathsf {4SmF_{3}+C\ {\xrightarrow {2000^{o}C}}\ 4SmF_{2}+CF_{4}}}}
{\displaystyle {\mathsf {2SmF_{3}+Sm\ {\xrightarrow {1800^{o}C}}\ 3SmF_{2}}}}

## Физические свойства
Фторид самария(II) образует пурпурные кристаллы
кубической сингонии, параметры ячейки a = 0,5867 нм, Z = 4
.
Разлагается в воде.